# Criss Cross
Criss Cross és una pel·lícula estatunidenca dirigida per Robert Siodmak i estrenada l'any 1949.

## Argument
Un home, després d'estar un any separat de la seva dona, torna per intentar reconciliar-s'hi. Ella, d'altra banda, surt amb un gàngster, tot i que està força contenta quan arriba el marit. Aquest, en un intent de recuperar la dona, accepta participar en un atracament. A partir d'aquest fet les coses es compliquen.

## Comentaris
Un bon film de sèrie negra rodat poc després de l'èxit de The Killers, del mateix Siodmak, amb què Burt Lancaster es va consagrar. Dan Duryea interpreta el gàngster, un paper que li anava com un guant gràcies al seu aspecte fràgil i fascinant alhora. Aspecte que també li proporcionaria papers de brivalls ambigus que va saber adaptar perfectament al cinema negre, així com als westerns i als films d'aventures.

## Repartiment
- Burt Lancaster: Steve Thompson
- Yvonne De Carlo: Anna Dundee
- Dan Duryea: Slim Dundee
- Stephen McNally: Tinent Pete Ramirez
- Esy Morales: director d'orquestra
- Tom Pedi: Vincent
- Percy Helton: Frank
- Alan Napier: Finchley
- Griff Barnett: Pop
- Meg Randall: Helen (novia de Slad)
- Richard Long: Slade Thompson
- Edna Holland: Mrs. Thompson (mare de Steve)
- John Doucette: Walt
- Marc Krah: Mort